# Oisseau
Oisseau est une commune française, située dans le département de la Mayenne en région Pays de la Loire, peuplée de 1 124 habitants (les Oisseliens).
La commune fait partie de la province historique du Maine, et se situe dans le Bas-Maine dans le pays de Passais.

## Géographie

### Communes limitrophes
| Saint-Mars-sur-Colmont  | Le Pas, Ambrières-les-Vallées              | Ambrières-les-Vallées |
| Châtillon-sur-Colmont   | Oisseau                                    | La Haie-Traversaine   |
| Saint-Georges-Buttavent | Saint-Georges-Buttavent, Parigné-sur-Braye | Parigné-sur-Braye     |

### Climat
Pour des articles plus généraux, voir Climat des Pays de la Loire et Climat de la Mayenne.
En 2010, le climat de la commune est de type climat océanique franc, selon une étude du CNRS s'appuyant sur une série de données couvrant la période 1971-2000. En 2020, Météo-France publie une typologie des climats de la France métropolitaine dans laquelle la commune est exposée à un climat océanique et est dans la région climatique  Moyenne vallée de la Loire, caractérisée par une bonne insolation (1 850 h/an) et un été peu pluvieux. 
Pour la période 1971-2000, la température annuelle moyenne est de 10,8 °C, avec une amplitude thermique annuelle de 13,4 °C. Le cumul annuel moyen de précipitations est de 847 mm, avec 13,3 jours de précipitations en janvier et 7,6 jours en juillet. Pour la période 1991-2020, la température moyenne annuelle observée sur la station météorologique de Météo-France la plus proche, sur la commune de Mayenne à 7 km à vol d'oiseau, est de 11,7 °C et le cumul annuel moyen de précipitations est de 849,9 mm,. Pour l'avenir, les paramètres climatiques de la commune estimés pour 2050 selon différents scénarios d'émission de gaz à effet de serre sont consultables sur un site dédié publié par Météo-France en novembre 2022.

## Urbanisme

### Typologie
Au 1er janvier 2024, Oisseau est catégorisée commune rurale à habitat dispersé, selon la nouvelle grille communale de densité à sept niveaux définie par l'Insee en 2022.
Elle est située hors unité urbaine. Par ailleurs la commune fait partie de l'aire d'attraction de Mayenne, dont elle est une commune de la couronne,. Cette aire, qui regroupe 27 communes, est catégorisée dans les aires de moins de 50 000 habitants,.

### Occupation des sols
L'occupation des sols de la commune, telle qu'elle ressort de la base de données européenne d’occupation biophysique des sols Corine Land Cover (CLC), est marquée par l'importance des territoires agricoles (98,3 % en 2018), une proportion sensiblement équivalente à celle de 1990 (98,5 %). La répartition détaillée en 2018 est la suivante : 
terres arables (54 %), prairies (40,6 %), zones agricoles hétérogènes (3,7 %), zones urbanisées (1,4 %), forêts (0,3 %). L'évolution de l’occupation des sols de la commune et de ses infrastructures peut être observée sur les différentes représentations cartographiques du territoire : la carte de Cassini (XVIIIe siècle), la carte d'état-major (1820-1866) et les cartes ou photos aériennes de l'IGN pour la période actuelle (1950 à aujourd'hui).

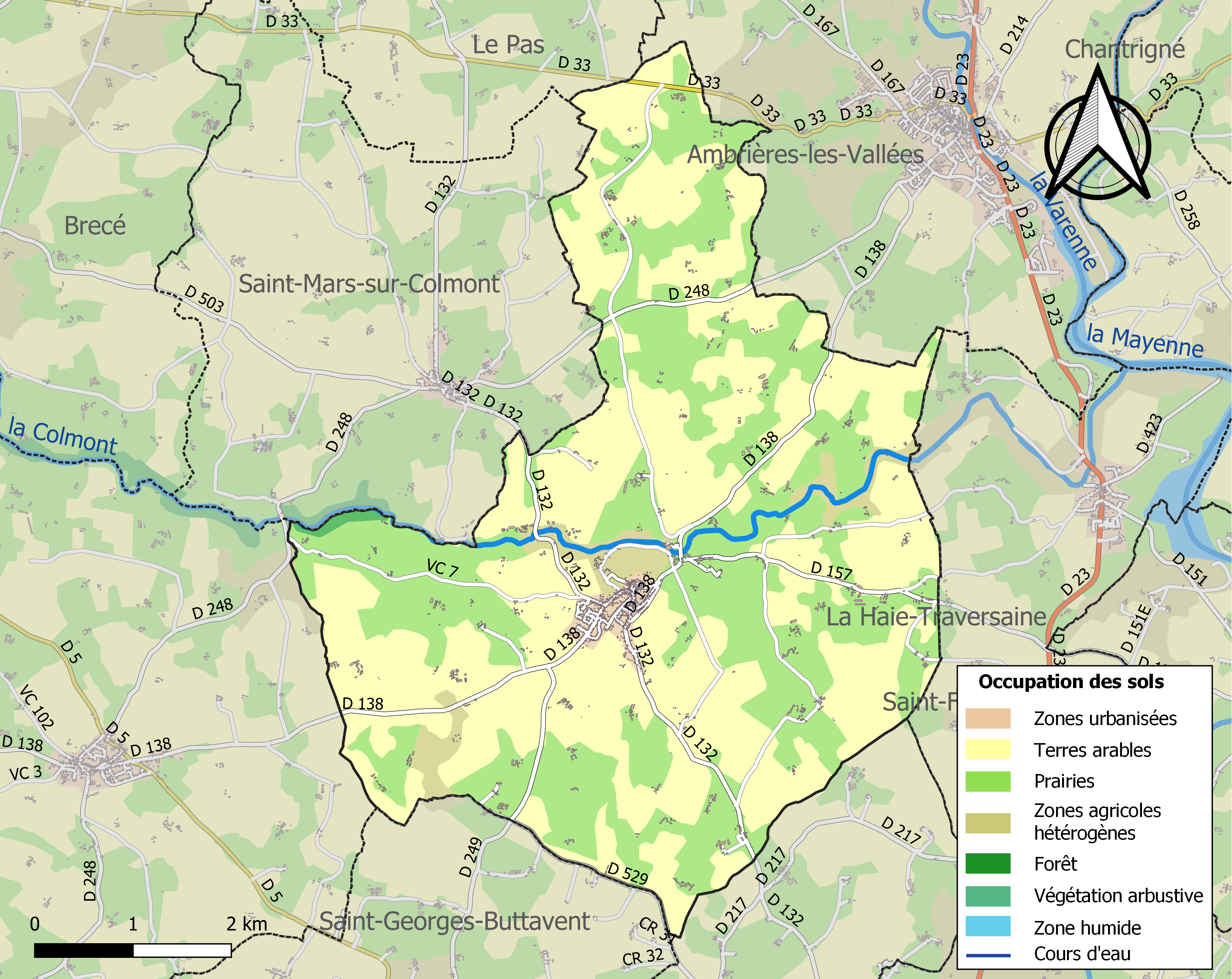
Carte des infrastructures et de l'occupation des sols de la commune en 2018 (CLC).

## Toponymie
Le nom de la localité est attesté sous la forme Oissel en 1106.
De l'épithète gaulois uxellos « haut », pouvant qualifier un dieu (voir Oissel) et donnant ultérieurement en latin médiéval le terme Oxellum.
La paroisse d'Oisseau (en Mayenne) était aussi appelée Grand Oisseau [réf. souhaitée], sans doute pour la distinguer de celle d'Oisseau-le-Petit (dans la Sarthe).

## Histoire
Au lieu-dit le Plantis, une fouille archéologique de sauvetage a révélé l'existence d'un habitat préhistorique daté du Néolithique final par datation au C14 sur des charbons de bois. Une fosse, d'une profondeur de 0,50 m a livré un abondant matériel archéologique composé de nombreux fragments de cuillers et «de vases en tonnelets, à fond plat et languettes de préhension».
Avant l'an 700 et aussi avant 890, ce lieu serait déjà mentionné.
En 1864, Oisseau cède la partie orientale de son territoire pour la création de la commune de La Haie-Traversaine.
Le bourg fut desservi, de 1901 à 1947, par la ligne de chemin de fer secondaire à voie métrique des chemins de fer départementaux de la Mayenne reliant Landivy à Mayenne. La ligne de Mayenne à Landivy fut ouverte sur la section comprise entre Landivy et Mayenne-Saint-Baudelle via Oisseau le 22 août 1901. La section entre Mayenne-Saint-Baudelle et Mayenne-Échange ne fut ouverte que le 1er avril 1903. La section Landivy - Gorron ferma avant la Seconde Guerre mondiale. La section entre Mayenne-Saint-Baudelle et Mayenne-Échange ferma après le bombardement du viaduc de Mayenne en 1944. En 1947, la section de Gorron à Mayenne-Saint-Baudelle et qui desservait Oisseau ferma à son tour, marquant la fin des chemins de fer secondaires à voie métrique en Mayenne.
Oisseau était desservi par la station d'Oisseau et la halte de Pont-Besnier. En 1902, la gare d'Oisseau avait accueilli 12 340 voyageurs et la halte de Pont-Besnier 1 197 voyageurs.

## Héraldique
| Armes d'Oisseau | Les armes de la commune se blasonnent ainsi : D'hermine à trois quintefeuilles de gueules. |

## Politique et administration

### Administration municipale
Le conseil municipal est composé de quinze membres dont le maire et trois adjoints.

## Population et société

### Démographie
L'évolution du nombre d'habitants est connue à travers les recensements de la population effectués dans la commune depuis 1793. Pour les communes de moins de 10 000 habitants, une enquête de recensement portant sur toute la population est réalisée tous les cinq ans, les populations de référence des années intermédiaires étant quant à elles estimées par interpolation ou extrapolation. Pour la commune, le premier recensement exhaustif entrant dans le cadre du nouveau dispositif a été réalisé en 2004.
En 2022, la commune comptait 1 124 habitants, en évolution de −5,78 % par rapport à 2016 (Mayenne : −0,73 %, France hors Mayotte : +2,11 %).
Oisseau a compté jusqu'à 4 081 habitants en 1861.
| 1793  | 1800  | 1806  | 1821  | 1831  | 1836  | 1841  | 1846  | 1851  |
| ----- | ----- | ----- | ----- | ----- | ----- | ----- | ----- | ----- |
| 2 719 | 3 993 | 4 002 | 3 838 | 3 734 | 3 869 | 3 869 | 3 910 | 3 912 |

| 1856  | 1861  | 1866  | 1872  | 1876  | 1881  | 1886  | 1891  | 1896  |
| ----- | ----- | ----- | ----- | ----- | ----- | ----- | ----- | ----- |
| 3 957 | 4 081 | 3 183 | 2 983 | 2 906 | 2 770 | 2 647 | 2 561 | 2 475 |

| 1901  | 1906  | 1911  | 1921  | 1926  | 1931  | 1936  | 1946  | 1954  |
| ----- | ----- | ----- | ----- | ----- | ----- | ----- | ----- | ----- |
| 2 347 | 2 260 | 2 121 | 1 846 | 1 830 | 1 805 | 1 790 | 1 582 | 1 445 |

| 1962  | 1968  | 1975  | 1982  | 1990  | 1999  | 2004  | 2006  | 2009  |
| ----- | ----- | ----- | ----- | ----- | ----- | ----- | ----- | ----- |
| 1 360 | 1 254 | 1 130 | 1 083 | 1 110 | 1 101 | 1 094 | 1 085 | 1 158 |

| 2014  | 2019  | 2022  | - | - | - | - | - | - |
| ----- | ----- | ----- | - | - | - | - | - | - |
| 1 180 | 1 158 | 1 124 | - | - | - | - | - | - |

## Activité et manifestations

### Jumelages
- Walkertshofen (Allemagne) depuis 2005.

### Sports
L'Association sportive oisselienne fait évoluer deux équipes de football en divisions de district.

## Culture locale et patrimoine

### Lieux et monuments

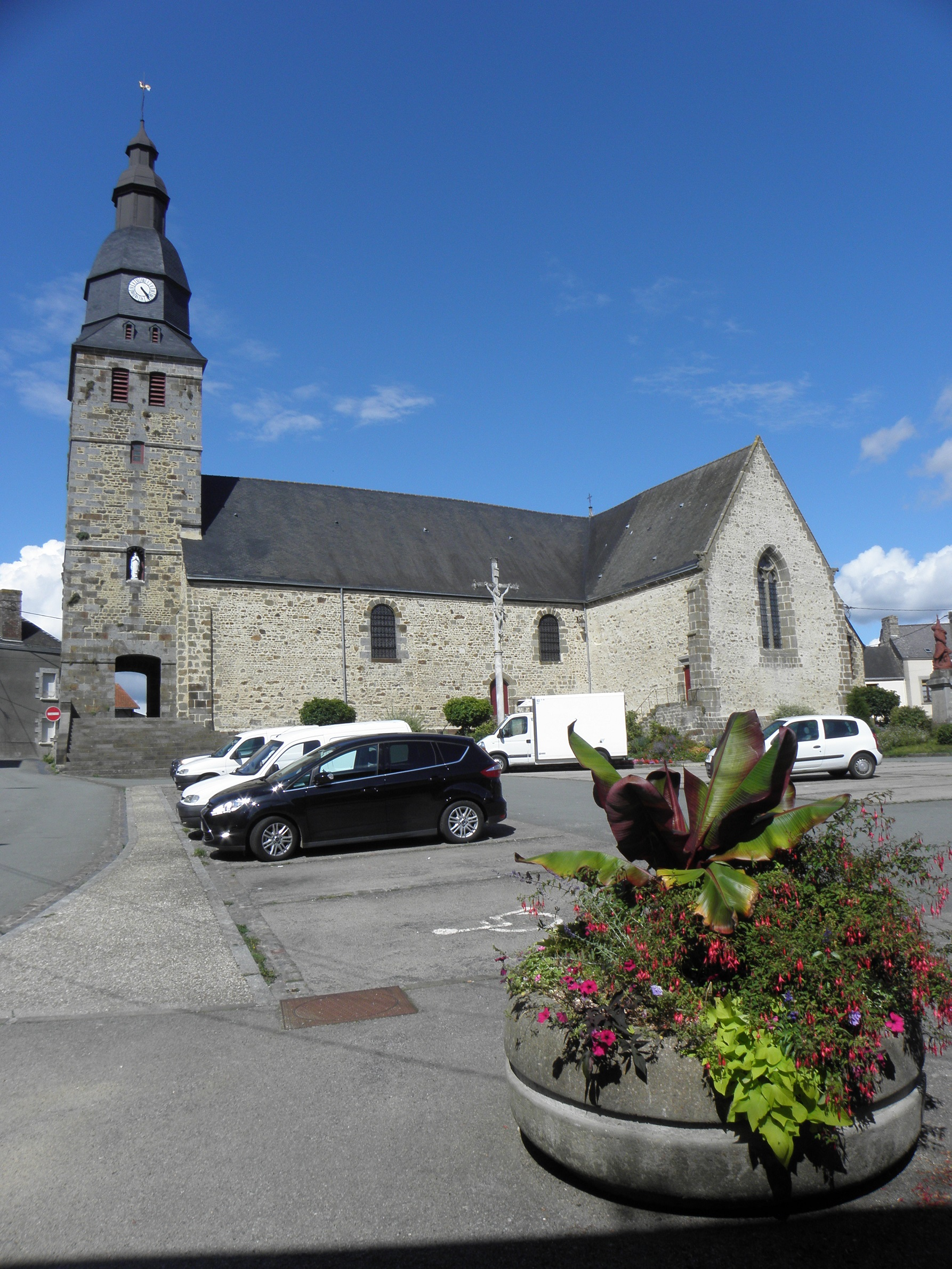
L'église paroissiale Saint-Pierre.

- Chapelle et enceinte fortifiée de Loré, site composé d'une chapelle Notre-Dame de Pitié, vraisemblablement édifiée entre le XVe et le XVIe siècle, et des restes d'une ancienne enceinte fortifiée avec fenêtres de tir et chemin de ronde. Ce site fait l'objet d'une inscription au titre des Monuments historiques depuis le 15 janvier 2007[31]. Un vitrail du XVe dans la chapelle est classé à titre d'objet[32].
- Église Saint-Pierre, du XVe siècle.
- Château de la Haie-sur-Colmont, appartenant autrefois à des notables de la région, est peu à peu tombé en ruine avant d'être racheté récemment[Quand ?]. Il est en cours[Quand ?] de rénovation.
- Château de la Dufferie
- Pierre levée de la Chablère.

### Personnalités liées à la commune
- Ambroys de Loré, dit Ambroise de Loré (v. 1395, au château de Loré à Oisseau - 1446), chevalier, capitaine de Fresnay le Vicomte (aujourd'hui Fresnay-sur-Sarthe), gouverneur de Sainte-Suzanne, compagnon de Jeanne d'Arc, commissaire réformateur des métiers et de la police et garde de la prévôté de Paris, assimilé Prévôt de Paris de 1436 à 1446.
- Jean-Armand de Hercé (1759-1841), militaire, homme politique et généalogiste né au château de la Haye à Oisseau.
- Charles-Philippe Mesnage (1773-1851), juge de paix et généalogiste né à Oisseau.
- Gabriel Tripier de Lozé (1789-1856), homme politique né à Oisseau.
- Anatole Bahier (1853-1917), acteur et auteur dramatique né à Oisseau.
- Paul Yorel (1890-1951) : chansonnier et journaliste. Né d'une famille originaire d'Oisseau, il y revenait régulièrement.

### Héraldique
| Armes d'Oisseau | Les armes de la commune se blasonnent ainsi : D'hermine à trois quintefeuilles de gueules. |